# On the Morning of Christ’s Nativity

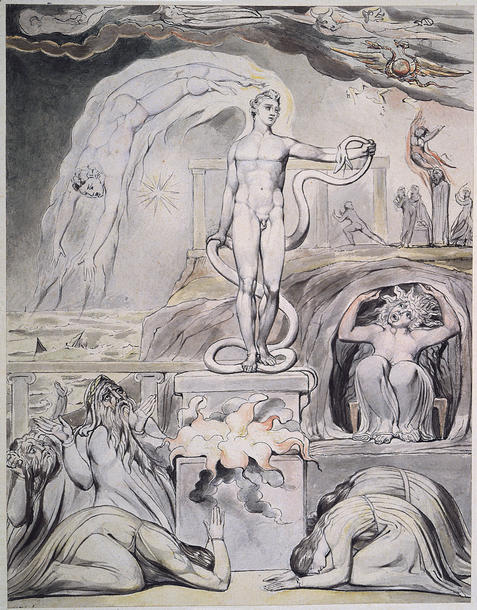
The Overthrow of Apollo and the Pagan Gods (Der Sturz Apollons und der heidnischen Götter) (1809) von William Blake

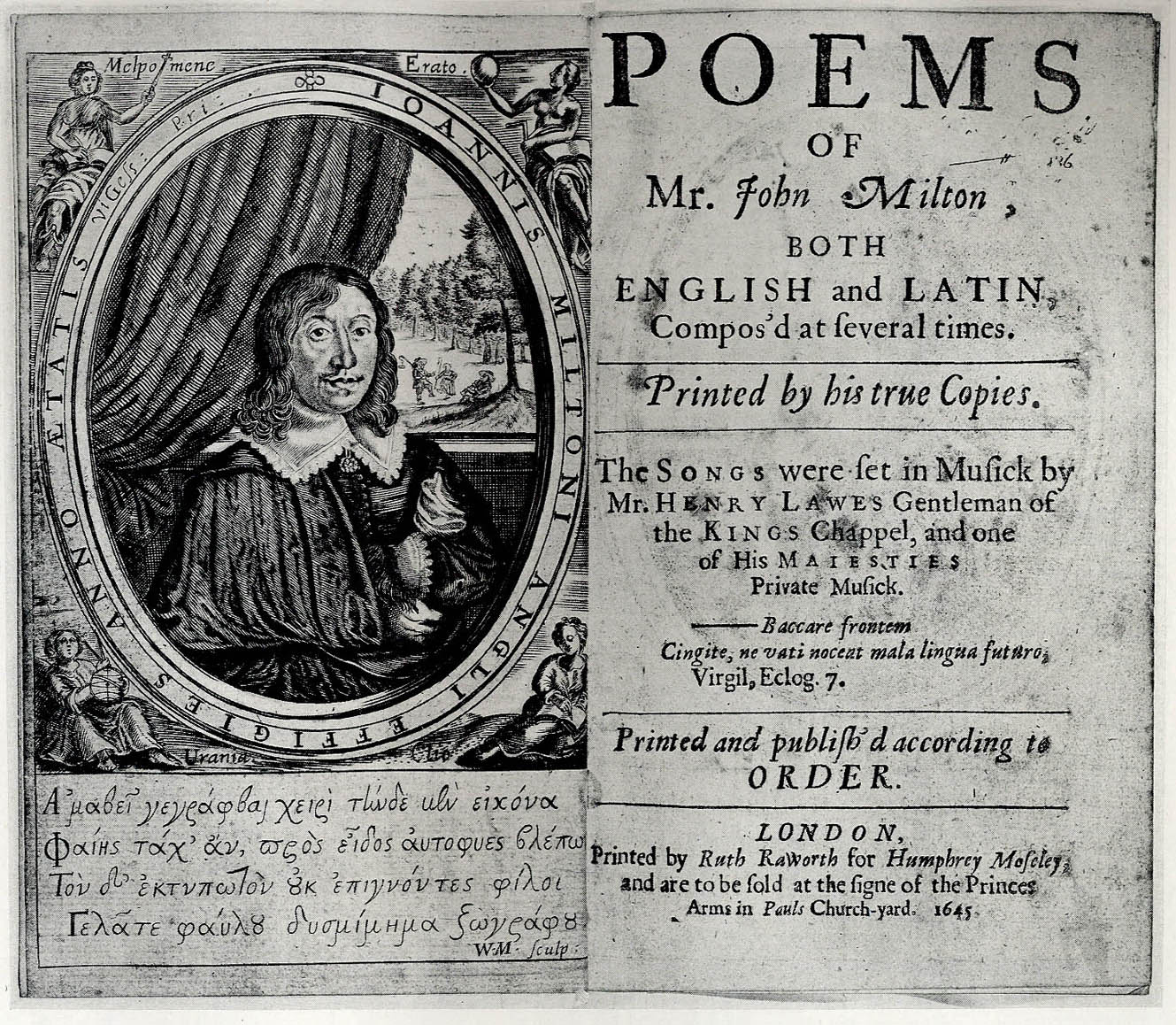
Poems of Mr. John Milton (1645)

On the Morning of Christ’s Nativity (Am Morgen von Christi Geburt) ist eine bedeutende Ode aus den jüngeren Jahren des englischen Dichters John Milton (1608–1674).

## Einführung
Es ist eine Ode auf die Geburt Christi, die John Milton 1629 schrieb und später in seinen Poems of Mr. John Milton (1645) veröffentlichte. Das Gedicht beschreibt die Inkarnation Christi und seinen Sturz der irdischen und heidnischen Mächte. Das Gedicht stellt auch eine Verbindung zwischen der Inkarnation und der Kreuzigung Christi her.
Das Gedicht ist in zwei Abschnitte unterteilt. Der Hymne (The Hymn), die den größten Teil des Gedichts ausmacht (27 Strophen), ist eine vierstrophige Einleitung vorangestellt.
William Blake (1757–1827) schuf Anfang des 19. Jahrhunderts sechzehn Illustrationen dazu.
Der englische Komponist Ralph Vaughan Williams (1872–1958) verwendet einen Teil der Hymne Miltons in seinem Lied It was the winter wild in seiner Weihnachtskantate Hodie (1954). Auch andere Künstler (wie die Komponisten Cyril Rootham und Charles Wilson oder die Malerin Emily J. Harding) haben Miltons Werk vertont bzw. illustriert.